# Maigret und die Keller des Majestic
Maigret und die Keller des Majestic (französisch: Les Caves du Majestic) ist ein Kriminalroman des belgischen Schriftstellers Georges Simenon. Er ist der 20. Roman einer Serie von insgesamt 75 Romanen und 28 Erzählungen um den Kriminalkommissar Maigret. Der Roman entstand im Dezember 1939 in Nieul-sur-Mer. 1942 publizierte Éditions Gallimard die Buchausgabe im Sammelband Maigret revient, der zusätzlich die Bände Maigret im Haus des Richters und Maigret verliert eine Verehrerin enthielt. Die erste deutsche Übersetzung von Hansjürgen Wille und Barbara Klau erschien 1962 bei Kiepenheuer & Witsch unter dem Titel Maigret im Luxushotel. 1982 veröffentlichte der Diogenes Verlag eine Neuübersetzung von Linde Birk unter dem Titel Maigret und die Keller des „Majestic“. In der überarbeiteten Neuausgabe der Übersetzung von Wille/Klau im Kampa Verlag sind 2019 die Anführungszeichen im Titel entfallen.
Der Roman spielt zu großen Teilen im fiktiven Hotel Majestic an den Pariser Champs-Élysées. In dessen Kellern wird eines Morgens ein Hotelgast ermordet aufgefunden. Der Ehemann der Toten, ein reicher Amerikaner, steht unter dem Schutz seiner Botschaft. Bei seinen Ermittlungen im luxuriösen Ambiente des Hotels fühlt sich Maigret fremd und fehl am Platz. Doch im Vorleben der Toten entdeckt er einen dunklen Punkt, der sie mit einem Bediensteten des Hotels verbindet.

## Inhalt

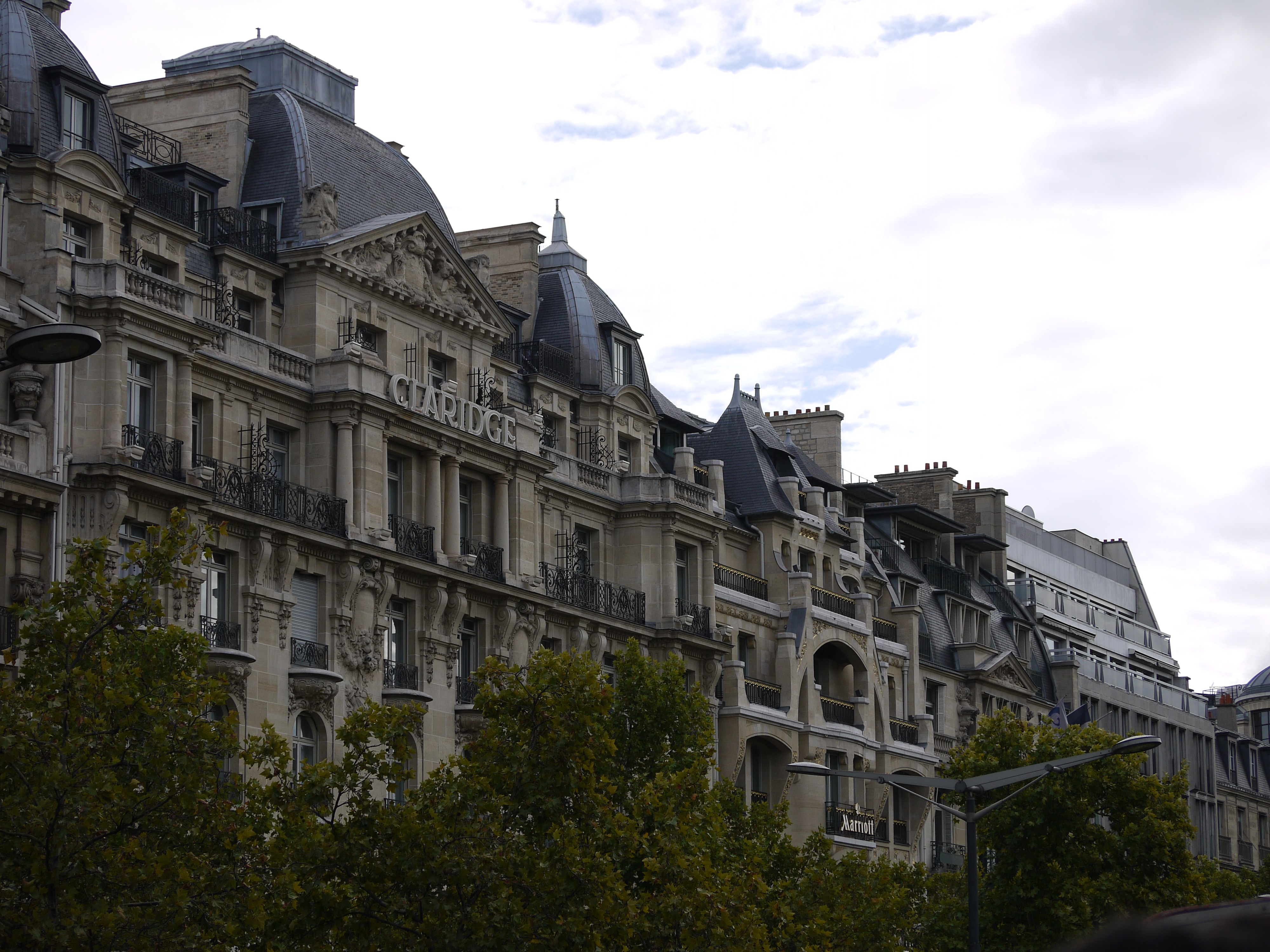
Hôtel Claridge in der Avenue des Champs-Élysées, das Vorbild für das Majestic

Prosper Donge, ein schlaksiger, rothaariger junger Mann, der nach einigen Jahren als Kellner an der Côte d’Azur inzwischen Chef der Kaffeeküche im Pariser Luxushotel Majestic ist, entdeckt eines Morgens im Untergeschoss des Hotels in einem offenen Spind eine Leiche: Emilienne Clark, die Ehefrau des amerikanischen Industriellen Oswald J. Clark. Clark verbrachte den Abend mit der jungen Gouvernante seines kleinen Sohnes Ellen Darroman, die gleichzeitig seine Geliebte ist. Maigret ist die Amerikanerin mit dem für ihr Land typischen energischen Schritt vom ersten Moment an unsympathisch. Clark jedoch steht unter dem Schutz der amerikanischen Botschaft, und der Untersuchungsrichter Bonneau erklärt den Industriellen für Maigrets Ermittlungen als tabu.
In der Nacht, in der Emilienne starb, haben zwei Bedienstete des Hotels im für das Personal reservierten Untergeschoss übernachtet: der Buchhalter Jean Ramuel, der vor seiner zänkischen Frau geflohen war, und der Tänzer Edgar Fagonet, der sich wegen seines südamerikanischen Äußeren Eusebio Fualdès nennt. Doch im Mittelpunkt von Maigrets Interesse steht jener Mann, der die Tote gefunden hat: Prosper Donge. Nach Feierabend begleitet ihn der Kommissar nach Saint-Cloud, wo er mit Charlotte zusammenlebt, einer Toilettenfrau im Amüsierlokal Pélican. Maigret hegt bald die Vermutung, dass sich die Wege von Donge, Charlotte und der ebenfalls aus Südfrankreich stammenden Emilienne schon früher gekreuzt haben. In Cannes, wo gerade Karneval gefeiert wird, macht der Kommissar eine Prostituierte namens Gigi ausfindig und entlockt ihr im Kokainrausch die gemeinsame Vergangenheit: Emilienne, genannt „Mimi“, Charlotte und Gigi waren drei Animierdamen in Cannes. Prosper Donge verliebte sich leidenschaftlich in Mimi, die ihn verließ, als sich der durchreisende Amerikaner Clark für sie interessierte. Charlotte dagegen war gerührt von Donges aufrichtiger Liebe und lebte fortan mit ihm zusammen, obwohl er noch immer seinen Gefühlen für Mimi nachhing. Erst nach Jahren erfuhr er von Mimis Sohn, dessen rote Haare eindeutig Donges Vaterschaft ausweisen, den Mimi aber als Clarks Kind ausgegeben hat. 
Auch der Untersuchungsrichter Bonneau erfährt durch einen anonymen Brief von Donges Vorleben, und als ein zweiter Toter im selben Spind gefunden wird, dieses Mal der Nachtportier Justin Collebœuf, lässt er Donge kurzerhand verhaften und sieht den Fall vor seinem Abschluss. Nur Maigret bleibt skeptisch: Der anonyme Brief zeigt Charlottes Schriftbild, doch nicht ihre charakteristischen Rechtschreibfehler. Obwohl es ihm untersagt wurde, ermittelt Maigret weiter im Umfeld Clarks. Schließlich fühlt sich der Amerikaner durch die Anwesenheit des Kommissars und dessen monotone Fragen so provoziert, dass er Maigret in der Tanzbar des Hotels die Faust ins Gesicht rammt. Dieser revanchiert sich mit einem ganz anderen Schlag: Er spielt Clark einen alten Brief Mimis an Gigi zu, der die Vaterschaft von Clarks vermeintlichem Sohn aufdeckt. Die Achtung beider Männer voreinander steigt, als sie den jeweiligen Schlag des anderen äußerlich ungerührt einzustecken vermögen.
Schließlich wird Maigret vom Crédit Lyonnais zugetragen, dass bereits seit Jahren Zahlungen in erheblicher Höhe aus Amerika an Prosper Donge flossen, allerdings unter einer Tarnadresse, die nicht Donge eingerichtet hat, sondern Jean Ramuel. Der Buchhalter, der bereits eine Karriere als Betrüger und Urkundenfälscher hinter sich hat, fand eines Morgens einen Brief Donges, in dem dieser nach Amerika schrieb und sich bei Mimi nach dem Kind erkundigte. Ramuel erkannte die Gelegenheit für eine Erpressung und schrieb nun in Donges Namen und mit seiner nachgeahmten Schrift Drohbriefe an Mimi, mit denen er nach und nach 300.000 Francs für sein Schweigen gegenüber ihrem Ehemann erpresste. Erst als die Clarks durch Zufall ausgerechnet im Majestic abstiegen, drohte Ramuels falsches Spiel aufzufliegen. Donge bat Mimi um eine Unterredung im Untergeschoss, diese besorgte sich einen Revolver, weil sie ihn als ihren Erpresser wähnte. Doch als Donge gerade an diesem Morgen wegen eines Reifenschadens zu spät zur Arbeit kam, fand Ramuel die wartende Mimi alleine im Untergeschoss vor und brachte sie um. Später räumte er auch noch den einzigen Zeugen, den Nachtportier, aus dem Weg. Während Ramuel verhaftet und zu einer lebenslangen Freiheitsstrafe verurteilt wird, nimmt der Fall für Donge doch noch ein gutes Ende: Clark gibt sein Einverständnis, Donges Sohn in der Obhut seines Vaters und Charlottes aufwachsen zu lassen.

## Entstehung und Hintergrund
Mit dem Roman Maigret (deutsch: Maigret und sein Neffe) hatte Simenon 1934 die Serie seiner ersten 19 Maigret-Romane ausklingen lassen und sich ausschließlich seinen Non-Maigret-Romanen zugewandt, mit denen er höhere literarische Ambitionen verfolgte. 1939 kehrte er erstmals wieder in Romanform zu seinem populären Kriminalkommissar zurück. In einem Brief an André Gide kündigte er an: „Um den Familientopf auf dem Herd zu versorgen, gedachte ich, einige weitere Maigrets zu schreiben.“ Noch im Dezember desselben Jahres war Les Caves Majestic der erste Maigret-Roman Simenons, der nach dieser Pause entstand. Er wurde im Jahr 1942 gemeinsam mit La maison de juge und Cécile est morte vom Pariser Verlag Gallimard im Sammelband Maigret revient („Maigret kehrt zurück“) veröffentlicht, nachdem zuvor die Leser durch gestreute Gerüchte über neue Maigret-Romane in gespannte Erwartung versetzt wurden.
In Maigret und die Keller des Majestic kehrte Simenon zum Schauplatz des allerersten Maigret-Romans Maigret und Pietr der Lette zurück. Dort war das Innere des Luxushotels Majestic noch eher flüchtig charakterisiert, nun arbeitete Simenon den Schauplatz detaillierter aus. Zur Zeit der Entstehung des Romans gab es in Paris tatsächlich ein Hotel gleichen Namens in der Avenue Kléber im 16. Arrondissement. Allerdings befindet sich das Majestic im Roman in der Avenue des Champs-Élysées an der Stelle des dortigen Hôtel Claridge, wie durch die Erwähnung der Rue Berri und Rue Ponthieu markiert wird. Simenon war selbst oft im Claridge mit seinen über 500 Räumen abgestiegen.

## Interpretation
Schon in Maigret und Pietr der Lette hieß es über den Besuch Maigrets im Majestic: „Maigrets pure Anwesenheit im Majestic hatte unvermeidlich etwas Feindseliges. Er bildete gewissermaßen einen Klotz, den die dort herrschende Atmosphäre nicht einzubeziehen vermochte.“ Auch in Maigret und die Keller des Majestic ist der Kommissar ein Fremdkörper im Hotel. Nun heißt es, er wirke wie ein Dilettant, der die ineinandergreifenden Abläufe untersuchen würde. Im Verlauf der Ermittlungen stellt sich für Stanley G. Eskin „das Gefühl eines völligen Versinkens in die disziplinierte Hektik dieser labyrinthischen Infrastruktur ein.“
Auch die verschiedenen Schichten innerhalb eines Luxushotels, die reichen Gäste bei ihren Vergnügungen und die arbeitenden Bediensteten, vom Kaffee kochenden Ober bis zur Toilettenfrau, werden in diesem Roman kontrastiert, wobei Maigrets volle Sympathie den Letzteren gilt. An einer Stelle heißt es über Maigret, der gerade das Leben der Familie Clark betrachtet: „Und Maigret, ein Plebejer bis auf die Knochen, bis ins Mark, sah all das, was ihn hier umgab, mit feindseligen Augen an.“ Ganz anders ist Maigrets Haltung gegenüber Prosper Donge, dessen armseliger Haushalt und traurige Lebensgeschichte in ihm Mitleid wachruft. Als Donge ungerechtfertigt beschuldigt und verhaftet wird, bringt das den Kommissar derart auf, dass er am Ende mit einem Fausthieb gegen den eigentlichen Täter sogar eine Form von Selbstjustiz begeht. Insbesondere die bescheidene Fahrradtour des Kommissars an Donges Seite, um über den Ablauf der täglichen Fahrt zur Arbeit auch den Menschen kennenzulernen, symbolisiert für Eskin die Sympathie Maigrets mit seinem Verdächtigen.
Für Thomas Wörtche ist der Roman nicht zuletzt ein Beispiel für die Rolle des Zufalls und der Kontingenz in Simenons Werken. Aus einem banalen Zwischenfall, nämlich Donges Reifenpanne, erwächst eine Katastrophe, die am Ende zwei Menschenleben kostet. Dasselbe Timing der Ereignisse sorgt am Ende aber auch für die Entlastung des zu Unrecht Beschuldigten. Typisch für Simenon sei, dass dieser das „moralische Paradox“ nicht zu „allerlei scharfsinnige Reflexionen über Zeit und Tod und Gerechtigkeit“ nutze, sondern die Abläufe als „erzählerische Miniatur“ lediglich ganz beiläufig berichte.

## Rezeption
Maigret und die Keller des Majestic wird von vielen Kritikern besonders aus der Serie herausgehoben. So nannte Stanley G. Eskin den Roman unter der Prämisse, die Maigret-Serie als ernsthafte Literatur aufzufassen, „wirklich erstklassig. Erzähltempo, Spannungsaufbau und Konstruktion von Les caves du Majestic ergänzen sich bewundernswert und gehen Hand in Hand mit einer geschickten Charakterisierung der Personen und einem überzeugend geschilderten Rahmen.“ Auch Thomas Wörtche sprach von einem „aus vielen Gründen (nicht zuletzt solchen der Erzählökonomie) großartigem Roman“. Oliver Hahn beschrieb den Roman auf maigret.de als einen „Klassiker in der Reihe der Maigret-Romane […], packend erzählt und mit einer Vielzahl Wendungen und Überraschungen.“
Für Gisela Lehmer-Kerkloh ragt der Roman aus der Maigret-Serie heraus: „Er hat alles, was einen Spitzen-Simenon auszeichnet. Mit wenigen Worten gelingt es Simenon, seinen Leser in die Atmosphäre des Geschehens hineinzuversetzen. Nicht nur das Flair des Pariser Grand Hotels, sondern insbesondere das Frankreich der kleinen Leute zeichnet er detailliert nach. Überflüssiges Geplänkel sucht man vergebens, jedes Wort hat seine Bedeutung für die Erzählung.“ Frank Böhmert zog das Fazit: „Bei aller Knappheit sehr atmosphärisch – ein typischer Maigret.“ Tilman Spreckelsen ging dagegen auf die Unterschiede zu den ersten 19 Romanen der Serie ein: „der Ton ist rauher geworden in diesem Roman, weniger verhüllt, weniger geschmeidig. Unverkennbar ein neuer Anlauf.“ Ihn störte allerdings, wie „grauslich“ leichtfertig am Ende ein Kind in eine neue Familie überführt wird. Die Welt beschrieb das Hörbuch: „Melancholisch, menschlich – und derart süchtig machend, dass man froh ist, dass Friedhelm Ptok noch mehr als ein Dutzend Fälle eingelesen hat.“
Die Romanvorlage wurde fünfmal verfilmt. Dem Kinofilm Les caves du Majestic von 1945 von Roland Pottier mit Albert Préjean als Maigret schlossen sich die Fernsehserien Maigret mit Rupert Davies (1962), Les Enquêtes du commissaire Maigret mit Jean Richard (1983), Maigret mit Bruno Cremer (1992) und Michael Gambon (1993) an. 2003 produzierten SFB-ORB, MDR und SWR ein Hörspiel in der Bearbeitung von Susanne Feldmann und Judith Kuckart. Es sprachen unter anderem Christian Berkel und Friedhelm Ptok. Ptok las 2008 auch eine Hörbuchproduktion des Diogenes Verlags ein, eine weitere Lesung von Walter Kreye erschien 2019 im Audio Verlag.

## Ausgaben
- Georges Simenon: Maigret revient. Gallimard, Paris 1942 (Erstausgabe).
- Georges Simenon: Maigret im Luxushotel. Übersetzung: Hansjürgen Wille, Barbara Klau. Kiepenheuer & Witsch, Köln 1962.
- Georges Simenon: Maigret im Luxushotel. Übersetzung: Hansjürgen Wille, Barbara Klau. Heyne, München 1972.
- Georges Simenon: Maigret und die Keller des „Majestic“. Übersetzung: Linde Birk. Diogenes, Zürich 1982, ISBN 3-257-20735-2.
- Georges Simenon: Maigret und die Keller des „Majestic“. Sämtliche Maigret-Romane in 75 Bänden, Band 20. Übersetzung: Linde Birk. Diogenes, Zürich 2008, ISBN 978-3-257-23820-4.
- Georges Simenon: Maigret und die Keller des Majestic. Übersetzung: Hansjürgen Wille, Barbara Klau, Sara Wegmann. Kampa, Zürich 2019, ISBN 978-3-311-13020-8.